# Hemilepidotus
Hemilepidotus es un género de peces actinopeterigios marinos, distribuidos por aguas del norte y este del océano Pacífico y por el océano Ártico.

## Especies
Existen seis especies reconocidas en este género:
- Hemilepidotus gilberti Jordan y Starks, 1904
- Hemilepidotus hemilepidotus (Tilesius, 1811)
- Hemilepidotus jordani Bean, 1881
- Hemilepidotus papilio (Bean, 1880)
- Hemilepidotus spinosus Ayres, 1854
- Hemilepidotus zapus Gilbert y Burke, 1912